# Can Terme
Can Terme és una antiga sagristia habilitda per a ser el Museu Etnològic de la Vila d'Amer. És una obra d'Amer (Selva) inclosa a l'Inventari del Patrimoni Arquitectònic de Catalunya.

## Descripció
Amb Can Terme ens trobem davant d'un immoble de morfologia irregular en forma de "L" estructurat en dos cossos. Està ubicat al costat dret de la Plaça del Monestir i la façana posterior dona al carrer de Sant Benet.
El cos principal que tanca la plaça varia entre 2 i 3 plantes i està cobert amb una teulada a dues aigües de vessants a façana. La planta baixa consta per una banda, de dos portals d'accés d'arc carpanell rebaixat. Ambdós portals estan emmarcats amb pedra, però difereixen en la tonalitat de la pedra i és que el de la dreta, sobre el qual hi ha una petita làpida de pedra en la qual es llegeix la data de "1 6 + 8 2" conserva el color original de la pedra, en aquest cas marró intens, al tractar-se de pedra sorrenca, mentre que el de l'esquerra ha estat pintat amb un color bastant cridaner, acord amb la resta de la façana. Mentre que per l'altra una gran obertura d'arc carpanell rebaixat que permet entrar a la plaça. Aquest cos d'una sola crugia on trobem inscrit la gran obertura d'arc carpanell rebaixat en la planta baixa i en el primer pis una obertura rectangular, és totalment inèdit i de factura molt recent - finals segle passat 1998-. Anteriorment no existia, de manera que l'accés a la plaça no estava cobert com si succeeix ara. Paral·lelament amb la construcció d'aquest cos s'ha aconseguit connectar fisícament amb Cal Carreter amb l'objectiu final de construir un clos tancat però no aïllat de la resta del nucli urbà.
En el primer pis trobem quatre obertures: una de rectangular totalment irrellevant i tres d'arc de mig punt emmarcades amb pedra. Remarcar que la de l'esquerra és totalment irregular i diferent que les altres dues i es deu al fet de la reconversió i modificació d'una obertura rectangular antiga en una obertura d'arc de mig punt.
En el tercer pis, el qual podria executar les tasques de golfes o altell, tenim quatre finestres rectangulars totalment irrellevants, ja que no han rebut cap tractament singular a destacar.
El cos secundari és el que està adossat a l'església i consta de dues plantes i està cobert amb una teulada d'una sola aigua de vessant a façana. La planta baixa està projectada com un porxo sobre una gran obertura d'arc de mig punt, a l'interior del qual trobem una finestra rectangular equipada amb llinda monolítica i muntants de pedra i coberta amb una estructura d'enrreixat de ferro forjat.
El primer pis és projectat com a balconada o galeria i consta d'una obertura rectangular d'arc carpanell rebaixat emmarcada amb pedra.
L'antic monestir d'Amer constituïa un clos completament aïllat i tancat però alhora totalment autònom i independent de l'exterior. Aquesta manca de dependència de les autoritats i necessitats mundanes externes cal atribuir-la al rigor i a la disciplina alhora de confeccionar una entitat dotada amb tot tipus d'instal·lacions des de l'església (Vegeu fitxa de Santa Maria d'Amer) on practicar la vida espiritual i religiosa, passant per la sagristia major on es tenia cura de tots els estris i utensilis que s'utilitzaven en l'exercici de les cerimònies i la infermeria per guarir no només als monjos malalts sinót també als transeunts ferits els quals posteriorment podien ingressar en el monestir - si els agradava treballar es quedaven a ajudar els monjos en les diverses tasques i a canvi rebien un salari o manutenció; si els agradavan la vida religiosa, ingressaven en el monestir en qualitat de "germans conversos"; si es casaven i constituïen una família, rebien terres i ajuda per tal de construir una casa que era seva, tot i que havien de retre servei a l'abad amb l'obligació de prestar-li homenatge- (Vegeu fitxa de Can Gasull) i fins a arribar a les estances superiors del palau de l'abad (Vegeu fitxa de Can Mon) i (Vegeu fitxa de Can Boles). Tal va ser la repercussió i impacte del monestir que es va acabant per convertir en el centre religiós i polític de la vall al llarg de tota l'edat mitjana i moderna, fins al punt que la vila va créixer al seu redós.

## Història
Can Terme era l'antiga sagristia major del Monestir d'Amer. Des de l'any 1835, en produir-se la desamortització, ha tingut un ús privat.